# 500 Milhas de Indianápolis de 1935
Resultados das 500 Milhas de Indianápolis de 1935, no circuito de Indianapolis na quinta-feira, 30 de Maio de 1935.
| Pos final | Pos inicial | N.º | Nome            | Qual    | Rank | Voltas | Led | Posição         |
| --------- | ----------- | --- | --------------- | ------- | ---- | ------ | --- | --------------- |
| 1         | 22          | 5   | KELLY PETILLO   | 115.095 | 15   | 200    | 102 | Corrida         |
| 2         | 20          | 14  | WILBUR SHAW     | 116.854 | 7    | 200    | 5   | Corrida         |
| 3         | 5           | 1   | BILL CUMMINGS   | 116.901 | 6    | 200    | 0   | Corrida         |
| 4         | 3           | 22  | FLOYD ROBERTS   | 118.671 | 3    | 200    | 0   | Corrida         |
| 5         | 7           | 21  | RALPH HEPBURN   | 115.156 | 13   | 200    | 0   | Corrida         |
| 6         | 19          | 9   | SHORTY CANTLON  | 118.205 | 4    | 200    | 0   | Corrida         |
| 7         | 9           | 18  | CHET GARDNER    | 114.556 | 17   | 200    | 0   | Corrida         |
| 8         | 13          | 16  | DEACON LITZ     | 114.488 | 18   | 200    | 0   | Corrida         |
| 9         | 15          | 8   | DOC MACKENZIE   | 114.294 | 20   | 200    | 0   | Corrida         |
| 10        | 17          | 34  | CHET MILLER     | 113.552 | 24   | 200    | 0   | Corrida         |
| 11        | 8           | 19  | FRED FRAME      | 114.701 | 16   | 200    | 0   | Corrida         |
| 12        | 4           | 36  | LOUIS MEYER     | 117.938 | 5    | 200    | 0   | Corrida         |
| 13        | 16          | 15  | CLIFF BERGERE   | 114.162 | 23   | 196    | 0   | Pane seca       |
| 14        | 31          | 62  | HARRIS INSINGER | 111.729 | 30   | 185    | 0   |                 |
| 15        | 21          | 4   | AL MILLER       | 115.303 | 12   | 178    | 0   | Magneto         |
| 16        | 26          | 43  | TED HORN        | 113.213 | 27   | 145    | 0   | Direcção        |
| 17        | 1           | 33  | REX MaioS       | 120.736 | 1    | 123    | 89  | Spring shackle  |
| 18        | 23          | 7   | LOU MOORE       | 114.180 | 22   | 116    | 0   | Vara            |
| 19        | 14          | 37  | GEORGE CONNOR   | 114.321 | 19   | 112    | 0   | Transmissão     |
| 20        | 10          | 2   | MAURI ROSE      | 116.470 | 9    | 103    | 0   | Studs           |
| 21        | 6           | 44  | TONY GULOTTA    | 115.459 | 11   | 102    | 0   | Magneto         |
| 22        | 30          | 39  | JIMMY SNYDER    | 112.249 | 29   | 97     | 0   | Spring          |
| 23        | 24          | 41  | FRANK BRISKO    | 113.307 | 26   | 79     | 0   | Junta universal |
| 24        | 27          | 42  | JOHNNY SEYMOUR  | 112.696 | 28   | 71     | 0   | Grease leak     |
| 25        | 12          | 17  |                 | 116.736 | 8    | 70     | 4   | Radiador        |
| 26        | 29          | 35  | GEORGE BAILEY   | 113.432 | 25   | 65     | 0   | Direcção        |
| 27        | 11          | 3   | RUSS SNOWBERGER | 114.209 | 21   | 59     | 0   | Exhaust pipe    |
| 28        | 32          | 26  | LOUIS TOMEI     | 110.794 | 32   | 47     | 0   | Válvulas        |
| 29        | 33          | 46  | BOB SALL        | 110.519 | 33   | 47     | 0   | Direcção        |
| 30        | 2           | 6   | AL GORDON       | 119.481 | 2    | 17     | 0   | Choque T4       |
| 31        | 28          | 27  | FREDDY WINNAI   | 115.138 | 14   | 16     | 0   | Vara            |
| 32        | 25          | 45  | CLAY WEATHERLY  | 115.902 | 10   | 9      | 0   | Choque T4       |
| 33        | 18          | 66  | HARRY MCQUINN   | 111.111 | 31   | 4      | 0   | Vara            |